# The Tracker (película de 2019)
The Tracker (también conocida como The Stranger) es una película de acción y suspenso de 2019, dirigida por Giorgio Serafini, que a su vez la escribió junto a Rab Berry y Scott Mallace, musicalizada por Sandro Di Stefano, en la fotografía estuvo Angelo Stramaglia y los protagonistas son Dolph Lundgren, Cosimo Fusco y Marta Gastini, entre otros. El filme fue realizado por Sun Film Group, BIC Production y Explorer Entertainment, se estrenó el 1 de febrero de 2019.

## Sinopsis
Un enigmático forastero se dirige hacia una población lejana donde, hace 15 años, su mujer e hija fueron raptadas.